# Các lệnh trừng phạt của Hoa Kỳ đối với Iran

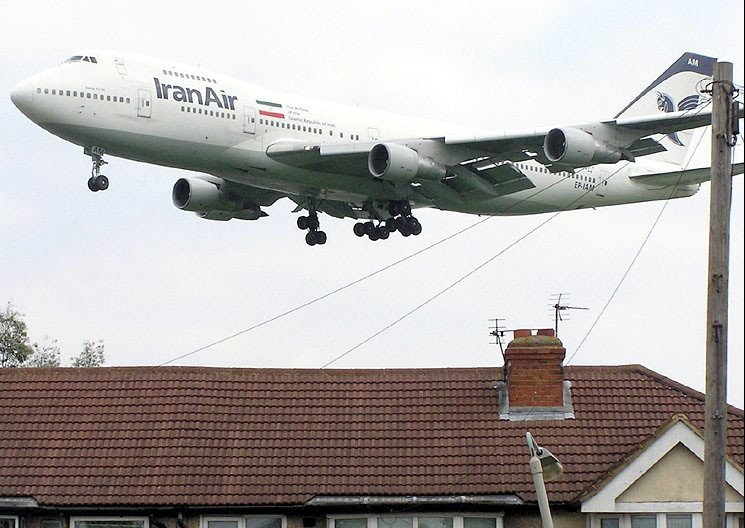
Hoa Kỳ áp đặt lệnh trừng phạt năm 1995 cấm các công ty hàng không bán máy bay và linh kiện sửa chữa cho hãng hàng không Iran. Máy bay thương mại của Iran cũng bị cấm vào không phận Hoa Kỳ do lệnh trừng phạt.

Hoa Kỳ áp dụng các các trừng phạt kinh tế, thương mại, khoa học và quân sự đối với Iran. Các biện pháp trừng phạt kinh tế của Hoa Kỳ được quản lý bởi Cơ quan kiểm soát tài sản nước ngoài chính phủ Hoa Kỳ. Hiện tại, lệnh trừng phạt của Hoa Kỳ đối với Iran bao gồm lệnh cấm vận đối với nước này của Hoa Kỳ và lệnh cấm bán máy bay và linh kiện sửa chữa cho các công ty hàng không Iran.
Vào ngày 17 tháng 5 năm 2018, Ủy ban Châu Âu đã tuyên bố ý định thực hiện đạo luật ngăn chặn năm 1996 để tuyên bố các lệnh trừng phạt của Mỹ đối với Iran vô hiệu ở châu Âu và cấm các công dân và công ty châu Âu tuân thủ chúng. Ủy ban cũng chỉ thị Ngân hàng đầu tư châu Âu để tạo điều kiện cho đầu tư của các công ty châu Âu vào Iran.

## Khung pháp lý
Các lệnh trừng phạt đầu tiên của Hoa Kỳ đối với Iran đã được Tổng thống Carter áp dụng vào tháng 11 năm 1979 bởi Sắc lệnh hành pháp 12170 sau khi một nhóm các học sinh cấp tiến bắt giữ Đại sứ quán Mỹ và bắt con tin những người bên trong tại Tehran sau khi Mỹ cho phép Shah của Iran bị lưu đày vào Hoa Kỳ để chữa bệnh. Sắc lệnh đã đóng băng khoảng 12 tỷ đô la tài sản của Iran, bao gồm tiền gửi ngân hàng, vàng và các tài sản khác. Một số tài sản Các quan chức Iran nói 10 tỷ đô la, các quan chức Hoa Kỳ nói rằng ít hơn nhiều vẫn còn bị đóng băng trong khi chờ giải quyết các khiếu nại pháp lý phát sinh từ cuộc cách mạng.
Sau Iraq xâm chiếm Iran, Hoa Kỳ đã gia tăng các biện pháp trừng phạt đối với Iran. Năm 1984, các lệnh trừng phạt đã được phê duyệt để cấm bán vũ khí và tất cả sự trợ giúp của Hoa Kỳ cho Iran. Đạo luật trừng phạt Iran và Libya (ILSA) được ký ngày 5 tháng 8 năm 1996 (H.R. 3107, P.L. 104-172). ILSA đã được đổi tên vào năm 2006, Đạo luật trừng phạt Iran (ISA) khi lệnh trừng phạt đối với Libya bị chấm dứt.
Vào ngày 31 tháng 7 năm 2013, các thành viên của Hạ viện Hoa Kỳ đã bỏ phiếu với tỷ lệ 400 phiếu thuận 20 phiếu chống ủng hộ các biện pháp trừng phạt cứng rắn.